# Список терактов Исламского государства
Список терактов и нападений, совершенных боевиками Исламского государства в различных странах мира.
В некоторых случаях совершены вдохновлёнными идеями ИГ.

## Описание
Одним из первых террористических актов, за который группировка взяла ответственность, был подрыв фугаса близ города Баакуба в провинции Дияла (Ирак) 6 мая 2007 года, в результате которого погиб российский фотокорреспондент Дмитрий Чеботаев и 6 американских военнослужащих. Начиная с 2009 года, группировка регулярно заявляет о своей ответственности за взрывы, нападения и другие преступления.
По данным CNN, с момента провозглашения своего халифата в июне 2014 года по февраль 2018 года Исламское государство осуществило или вдохновило более 140 террористических атак в 29 странах. За пределами Сирии и Ирака теракты привели к гибели 2043 человека.

## Список

### 2009—2013
| Дата            | Локация      | Погибли | Пострадали | Описание |
| --------------- | ------------ | ------- | ---------- | --- |
| 19 августа 2009 | Багдад, Ирак | 101     | 565+       | Три заминированных автомобиля взорвались около министерства финансов Ирака, министерства иностранных дел и префектуры Багдада.   |
| 25 октября 2009 | Багдад, Ирак | 155     | 721        | Подрыв двух начинённых взрывчаткой автомобилей в центре Багдада (возле зданий администрации губернатора и министерства юстиции). |
| 25 января 2010  | Багдад, Ирак | 41      | 70+        | Взрывы у багдадских гостиниц «Вавилон», «Шератон-Иштар» и «Хамра» с участием смертников.                                         |
| 26 января 2010  | Багдад, Ирак | 22      | 80+        | Взрыв произошёл у криминалистической лаборатории МВД Ирака.                                                                      |
| 17 августа 2010 | Багдад, Ирак | 69      | 169        | Взрыв произошёл в центре регистрации новобранцев для иракской армии.                                                             |
| 31 октября 2010 | Багдад, Ирак | 58      | 80         | Основная статья: Захват церкви в Багдаде (2010)                                                                                  |
| 22 декабря 2011 | Багдад, Ирак | 69      | 185+       | В различных кварталах были приведены в действие 14 взрывных устройств.                                                           |
| 19 апреля 2012  | Ирак         | 36      | 150+       | В 10 городах Ирака террористы осуществили более 20 взрывов бомб.                                                                 |
| 9 сентября 2012 | Ирак         | 108     | 371        | Взрывы произошли в 13 городах.                                                                                                   |
| 14 марта 2013   | Багдад, Ирак | 25      | 50         | Совершена серия терактов и нападений боевиков на министерство юстиции, МИД и министерство культуры Ирака.                        |
| 15 апреля 2013  | Бостон, США  | 3       | 282        | . |

### 2014
| Дата          | Локация             | Погибли          | Пострадали | Описание |
| ------------- | ------------------- | ---------------- | ---------- | --- |
| 25 апреля     | Багдад, Ирак        | 28               | 40+        | Теракты совершены в преддверии парламентских выборов, назначенных на 30 апреля. |
| 24 мая        | Брюссель, Бельгия   | 4                | 0          | Двое мужчин открыли огонь из автомобиля по посетителям Еврейского музея в Брюсселе. |
| 23 сентября   | Мельбурн, Австралия | 1 (террорист)    | 2          | 18-летний выходец из Афганистана напал с ножом на полицейских и был застрелен. За несколько дней до этого был повышен уровень террористической угрозы и проведён масштабный антитеррористический рейд. |
| 20 октября    | Квебек, Канада      | 1 (+1 террорист) | 1          | Террорист намеренно сбил двух солдат, после погони пытался напасть с ножом на полицейских, но был застрелен.                                                                                           |
| 22 октября    | Оттава, Канада      | 1 (+1 террорист) | 3          | Террорист открыл огонь по солдатам почётного караула возле Национального военного мемориала Канады и был убит во время перестрелки с полицией.                                                         |
| 24 октября    | Нью-Йорк, США       | 1 (террорист)    | 3          | Мужчина напал с топором на полицейских и был застрелен. |
| 15—16 декабря | Сидней, Австралия   | 2 (+1 террорист) | 5          | Исламский радикал захватил 17 человек в кафе в Сиднее и был ликвидирован в ходе штурма на следующий день.                                                                                              |
| 20 декабря    | Жуэ-ле-Тур, Франция | 1 (террорист)    | 3          | Мужчина напал с ножом на полицейский участок и был застрелен. |

### 2015
| Дата          | Локация                      | Погибли              | Пострадали       | Описание |
| ------------- | ---------------------------- | -------------------- | ---------------- | --- |
| 5 января      | Аръар, Саудовская Аравия     | 3 (+2 террориста)    | 1                | 2 террориста напали на пограничный патруль и были ликвидированы. |
| 7 января      | Париж, Франция               | 12                   | 11               | Два террориста напали на редакцию еженедельника Charlie Hebdo. |
| 10 января     | Париж, Франция               | 4 (+1 террорист)     | 9                | Террорист захватил 15 человек в супермаркет кошерных продуктов. Двумя днями ранее он убил сотрудницу полиции и ранил работника дорожной службы. В ходе штурма террорист был ликвидирован.                                 |
| 27 января     | Триполи, Ливия               | 10                   | 5—7              | Группа террористов напала на отель «Коринтия», где часто останавливаются иностранные официальные лица. |
| 14—15 февраля | Копенгаген, Дания            | 2 (+1 террорист)     | 5                | Террорист попытался напасть на культурный центр, где выступал художник-карикатурист Ларс Вилкс, устроил две перестрелки с полицией и был убит.                                                                            |
| 18 марта      | Тунис, Тунис                 | 22 (+2 террориста)   | 42               | Два боевика атаковали Национальный музей Бардо. |
| 18 апреля     | Джелалабад, Афганистан       | 33                   | 100+             | Террорист-смертник взорвал себя возле здания банка. |
| 20 марта      | Сана, Йемен                  | 142                  | 351              | Взрыв произошёл в мечети. |
| 22 мая        | Эль-Катиф, Саудовская Аравия | 21 (+1 террорист)    | 102              | Террорист-смертник взорвал себя в мечети. |
| 29 мая        | Эд-Даммам, Саудовская Аравия | 4                    | 4                | Террорист-смертник взорвал себя в мечети. |
| 26 июня       | Сус, Тунис                   | 39                   | 39               | Теракт произошёл на пляже на территории отелей. |
| 26 июня       | Сен-Кантен-Фаллавье, Франция | 1                    | 2                | Террорист обезглавил своего работодателя и въехал на фургоне в газовые баллоны на газовом заводе, что вызвало взрыв. |
| 26 июня       | Эль-Кувейт, Кувейт           | 27                   | 227              | Террорист-смертник осуществил взрыв в шиитской мечети. |
| 17 июля       | Бани-Саад, Ирак              | 120-130              | 130+             | На рынке взорвался заминированный грузовик. |
| 20 июля       | Суруч, Турция                | 33 (+1 террорист)    | 104              | Террорист-смертник взорвал себя возле культурного центра, где члены Социалистической федерации союзов молодёжи (молодёжного крыла Социалистической партии угнетённых) делали заявление для прессы.                        |
| 21 августа    | Уаньи, Франция               | 0                    | 3 (+1 террорист) | Мужчина попытался открыть стрельбу в поезде Thalys, следовавшем из Амстердама в Париж, но был захвачен и связан пассажирами, среди которых были американские военные.                                                     |
| 31 октября    | Синай, Египет                | 224                  | 0                | Авиалайнер Airbus A321 российской авиакомпании «Когалымавиа», следовавший по маршруту Шарм-эш-Шейх—Санкт-Петербург, был взорван над Синайским полуостровом.                                                               |
| 4 ноября      | Мерсед, США                  | 1 террорист          | 4                | 18-летний студент, вдохновлённый ИГ, напал с ножом на людей в одном из кампусов университета и был застрелен полицией. |
| 12 ноября     | Бейрут, Ливан                | 43                   | 240+             | Три террориста-смертника устроили серю взрывов у мечети, торгового центра и в булочной. |
| 13 ноября     | Париж, Франция               | 130 (+7 террористов) | 416              | Почти одновременно были совершены взрывы возле стадиона «Стад де Франс» в Сен-Дени, расстрел посетителей нескольких ресторанов и захвачен концертный зал «Батаклан».                                                      |
| 24 ноября     | Тунис, Тунис                 | 12 (+1 террорист)    | 20               | Террорист-смертник напал на автобус, перевозивший охранников президента. |
| 2 декабря     | Сан-Бернардино, США          | 14 (+2 террориста)   | 24               | Семейная пара пакистанского происхождения открыла огонь в центре помощи инвалидов. Следствие установило, что виновники были вдохновлены террористами и террористическими организациями, но сами не имели к ним отношение. |
| 11 декабря    | Телль-Тамер, Сирия           | 60                   | 80               | Три заминированных грузовика взорвались у полевого госпиталя и на рынке. |
| 29 декабря    | Дербент, Россия              | 1                    | 11               | Боевики ИГ совершили нападение на группу туристов в Дербентской крепости. |

### 2016
| Дата                          | Локация                                      | Погибли             | Пострадали | Описание |
| ----------------------------- | -------------------------------------------- | ------------------- | ---------- | --- |
| 8 января                      | Хургада, Египет                              | 1 (террорист)       | 3          | Два террориста попытались напасть на отель в Хургаде, но были остановлены вооружённой охраной. |
| 12 января                     | Стамбул, Турция                              | 12 (+1 террорист)   | 15         | Террорист-смертник взорвал себя в туристическом месте на площади Султанахмет. |
| 14 января                     | Джакарта, Индонезия                          | 4 (+4 террориста)   | 24         | Несколько террористов устроили серию терактов возле торговых центров, ресторанов и информационного центра ООН. |
| 29 января                     | Эль-Хуфуф, Саудовская Аравия                 | 4 (+1 террорист)    | 18         | Два боевика открыли огонь в мечети. Один из них устроил самоподрыв, второй был арестован. |
| 21 февраля                    | Дамаск, Хомс, Сирия                          | ок. 200             | 280+       | Серия взрывов. |
| 19 марта                      | Стамбул, Турция                              | 4 (+1 террорист)    | 20         | Террорист-смертник взорвал себя возле полицейского участка. |
| 22 марта                      | Брюссель, Бельгия                            | 35 (+3 террориста)  | 340+       | Серия взрывов в аэропорту и метро. |
| 25 марта                      | Аден, Йемен                                  | 26                  | ?          | Тройной взрыв у блок-постов. |
| 25 марта                      | Эль-Искандария, Ирак                         | 30+                 | 95+        | Террорист-смертник взорвал себя на футбольном стадионе во время вручения наград. Среди погибших — мэр города. |
| 30 апреля                     | Багдад, Ирак                                 | 38                  | 86         | Двойной взрыв. |
| 11 мая                        | Багдад, Ирак                                 | 103+                | 165+       | Первый взрыв произошёл в восточной части Багдада Мадинат эс-Саяр. Автомобиль, начинённый взрывчаткой, унёс жизни 60 человек и около ста человек получили ранения. Через несколько минут произошло ещё два взрыва. Один на площади Джидда, в нём погибли 15 человек и второй, в квартале Эль-Джамиа, расположенном на западе столицы. |
| 17 мая                        | Багдад, Ирак                                 | 101+                | 194+       | Взрывы произошли около рынка в шиитском районе Шааб. Второй взрыв произвёл смертник рядом с людьми, пытавшимися оказать помощь пострадавшим в результате первого взрыва. Позже взрывы произошли на рынках в районах Дора и Садр-Сити, где также проживают в основном шииты.                                                          |
| 5 июня                        | Актобе, Казахстан                            | 7 (+18 террористов) | 22         | Основная статья: Теракт в Актобе (2016) |
| 12 июня                       | Орландо, США                                 | 49 (+1 террорист)   | 53         | 29-летний Омар Матин открыл огонь из огнестрельного оружия в ночном ЛГБТ-клубе Pulse, а затем захватил заложников. |
| 13 марта                      | Маньянвиль, Франция                          | 3                   | 0          | Террорист убил полицейского, его жену, забаррикадировался у него дома и был убит в перестрелке с полицией. |
| 27 июня                       | Эль-Мукалла, Йемен                           | 38                  | 24         | Тройной теракт. |
| 28 июня                       | Стамбул, Турция                              | 45 (+3 террориста)  | 239        | Два взрыва прогремели в аэропорту. Одновременно была открыта стрельба по людям на парковке аэропорта. |
| 28 июня                       | Селангор, Малайзия                           | 0                   | 8          | Два террориста бросили гранату в бар, где транслировался матч Евро-2016 между Италией и Испанией. |
| 1 июля                        | Дакка, Бангладеш                             | 29                  | 50+        | Семь боевиков открыли стрельбу в ресторане Holey Artisan Bakery и захватили заложников в дипломатическом квартале города. Среди жертв — 9 итальянцев. |
| 3 июля                        | Багдад, Ирак                                 | 292                 | 200+       | Основная статья: Двойной теракт в Багдаде (2016) |
| 4 июля                        | Медина, Эль-Катиф, Джидда, Саудовская Аравия | 4 (+4 террориста)   | 10+        | Один из террористов взорвал себя на парковке при въезде на территорию Мечети Пророка. Два смертника подорвали себя в шиитской мечети в Эль-Катифе. Четвёртый боевик взорвал себя после того, как полиция попыталась арестовать его возле консульства США в Джидде.                                                                   |
| 8 июля                        | Багдад, Ирак                                 | 35                  | 65         | Вооружённые люди открыли стрельбу, после того как было приведено в действие взрывное устройство, спрятанное в припаркованном автомобиле. |
| 14 июля                       | Ницца, Франция                               | 86 (+1 террорист)   | 458        | Выходец из Туниса, на грузовике врезался в толпу людей на Английской набережной в Ницце. |
| 18 июля                       | Вюрцбург, Германия                           | 1 (террорист)       | 5          | 17-летний беженец из Афганистана ранил топором пятерых человек в поезде и был застрелен полицией. |
| 23 июля                       | Кабул, Афганистан                            | 97+                 | 260+       | Двойной взрыв во время демонстрации. |
| 24 июля                       | Ансбах, Германия                             | 1 (террорист)       | 12         | Террорист-смертник подорвал себя у входа на музыкальный фестиваль Ansbach Open. |
| 26 июля                       | Сент-Этьен-дю-Рувре, Франция                 | 1 (+2 террориста)   | 1          | Двое вооружённых ножами боевиков взяли заложников в церкви, перерезали горло священнику Жаку Амелю и были ликвидированы полицией. |
| 6 августа                     | Шарлеруа, Бельгия                            | 1 (террорист)       | 2          | Алжирец напал с мачете на двух женщин-полицейских и был застрелен. |
| 20 августа                    | Газиантеп, Турция                            | 57                  | 69         | Взрыв на курдской свадьбе. |
| 29 августа                    | Аден, Йемен                                  | 71                  | 98         | [ 59 ] |
| 9 сентября                    | Багдад, Ирак                                 | 40+                 | 60+        | Два взрыва, совершенные смертниками, произошли в торговом центре. |
| 24 октября                    | Кветта, Пакистан                             | 62                  | 165        | Основная статья: Нападение на полицейскую академию в Кветте (2016) |
| 28 ноября                     | Колумбус, США                                | 1 (террорист)       | 14         | Вдохновившийся ИГ сомалийский беженец протаранил на машине толпу людей на территории Университета Огайо, после попытался напасть с ножом и был застрелен полицией. |
| 18—21 декабря                 | Эль-Карак, Иордания                          | 14 (+5 террористов) | 37         | Серия перестрелок и нападений на полицейских в туристическом районе. |
| 19 декабря                    | Берлин, Германия                             | 12                  | 56         | Грузовик с полуприцепом протаранил толпу людей на рождественском базаре на площади Брайтшайдплац в берлинском районе Шарлоттенбург. |
| 31 декабря 2016—8 января 2017 | Багдад, Ирак                                 | 118                 | 249        | Серия из восьми терактов. |

### 2017
| Дата        | Локация                    | Погибли             | Пострадали        | Описание |
| ----------- | -------------------------- | ------------------- | ----------------- | --- |
| 1 января    | Стамбул, Турция            | 39                  | 79                | Боевик открыл огонь в ночном клубе. |
| 8 января    | Иерусалим, Израиль         | 4 (+1 террорист)    | 17                | Основная статья: Теракт в Иерусалиме (2017, январь) |
| 16 февраля  | Сехван-Шариф, Пакистан     | 88                  | 343               | Террорист-смертник взорвал себя на территории комплекса мавзолея суфийского философа и поэта Лала Шахбаза Каландара.                                                                                             |
| 17 марта    | Дакка, Бангладеш           | 1 (террорист)       | 2                 | Попыткой теракта смертника в строящемся комплексе элитного батальона быстрого реагирования. |
| 22 марта    | Лондон, Великобритания     | 5 (+1 террорист)    | 48                | Террорист протаранил на машине толпу людей на Вестминстерском мосту, напал с ножом на полицейских и был застрелен.                                                                                               |
| 25 марта    | Силхет, Бангладеш          | 7 (+4 террориста)   | 40+               | Террористы взорвали несколько бомб во время спецоперации в жилом комплексе. |
| 7 апреля    | Стокгольм, Швеция          | 5                   | 14                | Террорист на грузовике протаранил людей на центральной пешеходной улице Дроттнинггатан. |
| 9 апреля    | Танта и Александрия        | 45                  | 144               | Основная статья: Теракты в Египте 9 апреля 2017 года |
| 20 апреля   | Париж, Франция             | 1 (+1 террорист)    | 3                 | Террорист расстрелял группу полицейских на Елисейских полях. |
| 12 мая      | Мастунг, Пакистан          | 25                  | 35                | Террорист-смертник взорвал кортеж вице-председателя сената Маулана Абдулы Гафура Хайдери. |
| 22 мая      | Манчестер, Великобритания  | 22 (+1 террорист)   | 120+              | Террорист-смертник взорвал себя во время концерта американской певицы Арианы Гранде на «Манчестер-Арене». |
| 24 мая      | Джакарта, Индонезия        | 3 (+2 террориста)   | 10                | Два взрыва прогремели на вокзале. Погибли полицейские. |
| 27 мая      | Эль-Минья, Египет          | 29                  | 22                | Боевики открыли огонь по автоколонне, перевозившей коптов. |
| 3 июня      | Лондон, Великобритания     | 8 (+3 террориста)   | 48                | Террористы на фургоне протаранили толпу людей на Лондонском мосту, напали с ножами на людей на рынке «Боро» и были ликвидированы полицией.                                                                       |
| 5 июня      | Мельбурн, Австралия        | 1 (+1 террорист)    | 3                 | Террорист сомалийского происхождения застрелил мужчину, взял в заложники женщину и был ликвидирован после перестрелки с полицией.                                                                                |
| 7 июня      | Тегеран, Иран              | 18 (+5 террористов) | 52                | Группа террористов устроили серию нападений на территории Парламента Ирана и Мавзолея Хомейни. |
| 12 августа  | Кветта, Пакистан           | 15 (+1 террорист)   | 40                | Террорист-смертник подорвал себя в колонне армейских грузовиков. |
| 17 августа  | Барселона, Испания         | 16 (+8 террористов) | 152               | Один из боевиков на фургоне протаранил людей на пешеходной улице Рамбла. В муниципалитете Альканар в Каталонии прогремели два взрыва, а в городе Камбрильс группа террористов также наехала на фургоне на людей. |
| 18 августа  | Турку, Финляндия           | 2                   | 8                 | Террорист напал с ножом на людей на центральной Торговой площади и прилегающих к ней улицах. |
| 19 августа  | Сургут, Россия             | 1 (террорист)       | 8                 | Террорист с муляжом пояса смертника, поджёг торговый центр «Северный», после чего напал с ножом и топором на прохожих на улице и был застрелен полицией.                                                         |
| 28 августа  | Каспийск, Хасавюрт, Россия | 3 (+4 террориста)   | 1                 | Боевики напали на полицейских и были ликвидирован ответным огнём. |
| 30 сентября | Эдмонтон, Канада           | 0                   | 5                 | Мужчина протаранил пешеходов и напал с ножом на полицейского. |
| 1 октября   | Марсель, Франция           | 2 (+1 террорист)    | 0                 | Нелегальный мигрант зарезал двух туристов на вокзале и был ликвидирован полицией. |
| 31 октября  | Нью-Йорк, США              | 8                   | 11 (+1 террорист) | Выходец из Узбекистана на пикапе протаранил людей на велодорожке в Нижнем Манхэттене врезался в школьный автобус и был ранен полицией.                                                                           |
| 24 ноября   | Бир-эль-Абд, Египет        | 311                 | 128               | Один из террористов вошёл в мечеть и подорвал бомбу. Его сообщники открыли огонь по уцелевшим прихожанам. |
| 28 декабря  | Кабул, Афганистан          | 50                  | 80                | Боевики напали на шиитский культурный центр. |

### 2018
| Дата        | Локация                         | Погибли              | Пострадали | Описание |
| ----------- | ------------------------------- | -------------------- | ---------- | --- |
| 15 января   | Багдад, Ирак                    | 36 (+2 террориста)   | 105+       | Два смертника взорвали себя в час пик на городской площади Тайран.                                                                                             |
| 24 января   | Джелалабад, Афганистан          | 6                    | 27         | Боевики взорвали бомбу и обстреляли офис Save the Children. |
| 18 февраля  | Кизляр, Россия                  | 5 (+1 террорист)     | 5          | Боевик открыл огонь в православном храме. |
| 24 марта    | Каркасон и Треб, Франция        | 4 (+1 террорист)     | 15         | Террорист угнал автомобиль, ранив водителя и убив водителя, обстрелял группу полицейских, захватил заложников в супермаркете и был ликвидирован в ходе штурма. |
| 12 апреля   | Салах-эд-Дин, Ирак              | 25                   | 18         | Взрыв произошёл в деревне на похоронах. |
| 22 апреля   | Кабул, Афганистан               | 69                   | 120        | Террорист-смертник взорвал себя в центре регистрации избирателей.                                                                                              |
| 30 апреля   | Кабул, Афганистан               | 29                   | 50         | Два террориста-смертника взорвались у правительственных зданий. Среди жертв — 9 журналистов.                                                                   |
| 2 мая       | Триполи, Ливия                  | 16                   | 20         | Террористы-смертники напали на Высшую национальную избирательную комиссию.                                                                                     |
| 12 мая      | Париж, Франция                  | 1 (+1 террорист)     | 4          | Террорист с ножом напал на пешеходов у оперного театра. |
| 13—14 мая   | Сурабая, Сидоарджо, Индонезия   | 15 (+13 террористов) | 57         | Серия из 5 взрывов в храмах, на улицах и в полицейском участке.                                                                                                |
| 29 мая      | Льеж, Бельгия                   | 3 (+1 террорист)     | 4          | Террорист зарезал двух женщин-полицейских, отобрал у них оружие и открыл стрельбу на улице. После этого он взял в заложницы женщину и был застрелен полицией.  |
| 1 июля      | Джелалабад, Афганистан          | 20                   | 20         | Террорист-смертник взорвался в центре города. |
| 13 июля     | Мастунг, Банну, Пакистан        | 154                  | 223        | Два взрыва произошли на предвыборных митингах. |
| 25 июля     | Кветта, Пакистан                | 31                   | 25         | Взрыв произошёл возле избирательного участка. |
| 25 июля     | Эс-Сувейда, Сирия               | 215                  | 180        | Основная статья: Теракты в Эс-Сувейде |
| 29 июля     | Дангаринский район, Таджикистан | 4                    | 2          | Пять террористов на автомобиле протаранили группу велосипедистов-путешественников из США, Нидерландов и Швейцарии и напали на них с ножом.                     |
| 22 сентября | Ахваз, Иран                     | 25 (+5 террористов)  | 70         | Вооружённые люди напали на военный парад. |
| 2 ноября    | Эль-Минья, Египет               | 7                    | 12         | Группа террористов открыли огонь по группе египетских христиан.                                                                                                |
| 9 ноября    | Мельбурн, Австралия             | 1 (+1 террорист)     | 2          | Террорист поджег свой автомобиль и напал на людей с ножом в деловом районе.                                                                                    |
| 11 декабря  | Страсбург, Франция              | 5                    | 11         | Террорист расстрелял людей на рождественской ярмарке. |

### 2019
| Дата       | Локация           | Погибли           | Пострадали | Описание                                          |
| ---------- | ----------------- | ----------------- | ---------- | ------------------------------------------------- |
| 27 января  | Холо, Филиппины   | 20                | 102        | Две бомбы взорвались в Римско-католическом соборе |
| 12 апреля  | Кветта, Пакистан  | 21 (+1 террорист) | 48+        | Террорист-смертник взорвал себя на улице.         |
| 21 апреля  | Шри-Ланка         | 269               | 500+       | Основная статья: Теракты в Шри-Ланке (2019)       |
| 17 августа | Кабул, Афганистан | 80+               | 160+       | Террорист-смертник взорвал себя на свадьбе.       |

### 2020
| Дата        | Локация                | Погибли           | Пострадали | Описание |
| ----------- | ---------------------- | ----------------- | ---------- | --- |
| 2 февраля   | Лондон, Великобритания | 1 (террорист)     | 3          | Террорист напал на людей с ножом и был застрелен полицией.                                                                |
| 6 марта     | Кабул, Афганистан      | 27+               | 29+        | Два боевика открыли огонь по людям, собравшимся на церемонию, посвящённую годовщине смерти шиитского лидера.              |
| 25 марта    | Кабул, Афганистан      | 25                | 8+         | Группа боевиков напали на храм.                                                                                           |
| 2-3 августа | Джелалабад, Афганистан | 29                | 50         | Заминированный автомобиль протаранил ворота тюрьмы и взорвался. Другие боевики напали на тюрьму и освободили заключенных. |
| 24 августа  | Холо, Филиппины        | 14 (+1 террорист) | 80         | Первый взрыв прогремел во время раздачи гуманитарной помощи, второй — около храма.                                        |
| 2 ноября    | Вена, Австрия          | 4 (+1 террорист)  | 23         | Террорист устроил стрельбу на улицах Вены.                                                                                |

### 2021
| Дата       | Локация                | Погибли            | Пострадали | Описание                                          |
| ---------- | ---------------------- | ------------------ | ---------- | ------------------------------------------------- |
| 21 января  | Багдад, Ирак           | 32 (+2 террориста) | 110        | Два террориста-смертника взорвали себя на рынке.  |
| 26 августа | Кабул, Афганистан      | 183                | 210—1 338  | Основная статья: Теракт в аэропорту Кабула (2021) |
| 3 сентября | Окленд, Новая Зеландия | 1 (террорист)      | 8          | Террорист напал людей с ножом в супермаркете.     |
| 8 октября  | Кундуз, Афганистан     | 150                | 143        | Основная статья: Теракт в мечети Кундуза (2021)   |
| 15 октября | Кандагар, Афганистан   | 65                 | 70+        | Взрыв в мечети.                                   |

### 2022
| Дата        | Локация                  | Погибли           | Пострадали | Описание                                                                     |
| ----------- | ------------------------ | ----------------- | ---------- | ---------------------------------------------------------------------------- |
| 4 марта     | Пешавар, Пакистан        | 63                | 196        | Два боевика открыли стрельбу в мечети, один из них взорвал себя после этого. |
| 22 марта    | Беэр-Шева, Израиль       | 4 (+1 террорист)  | 2          | Боевик сбил на машине несколько людей и напал с ножом на прохожих            |
| 27 марта    | Хадера, Израиль          | 2 (+2 террориста) | 12         | Два боевика расстреляли людей на автобусной остановке.                       |
| 21 апреля   | Мазари-Шариф, Афганистан | 31                | 87         | Взрыв в шиитской мечети.                                                     |
| 29 апреля   | Кабул, Афганистан        | 10—50+            | ок. 30     | Взрыв в мечети.                                                              |
| 30 сентября | Кабул, Афганистан        | 35 (+1 террорист) | 82         | Террорист-смертник взорвал себя в образовательном центре.                    |
| 26 октября  | Шираз, Иран              | 15+               | 40+        | Три вооружённых человека напали на мавзолей Шах-Черах.                       |
| 12 декабря  | Кабул, Афганистан        | 5 (+1 террорист)  | 18         | Группа боевиков напали на отель.                                             |

### 2023
| Дата       | Локация                | Погибли           | Пострадали | Описание |
| ---------- | ---------------------- | ----------------- | ---------- | --- |
| 1 января   | Кабул, Афганистан      | 10—20             | 8—30       | Основная статья: Теракт в военном аэропорту Кабула (2023)                                                   |
| 11 января  | Кабул, Афганистан      | 20+               | н. д.      | Террорист-смертник взорвал себя у здания министерства иностранных дел Афганистана.                          |
| 16 апреля  | Хама, Сирия            | 26                | н. д.      | Боевики атаковали группу людей.                                                                             |
| 30 июля    | Кхар, Пакистан         | 63 (+1 террорист) | 200+       | Террорист-смертник взорвал себя на митинге сторонников лидера северо-западного района страны Баджаур.       |
| 13 октября | Пули-Хумри, Афганистан | 7                 | 17         | Взрыв произошёл в мечети.                                                                                   |
| 13 октября | Аррас, Франция         | 1                 | 3          | Террорист с ножом напал на школу и зарезал учителя. Напавший кричал «Аллаху Акбар!» и заявил о верности ИГ. |
| 16 октября | Брюссель, Бельгия      | 2 (+1 террорист)  | 1          | Террорист открыл огонь по шведским футбольным болельщикам.                                                  |

### 2024
| Дата       | Локация                         | Погибли             | Пострадали       | Описание |
| ---------- | ------------------------------- | ------------------- | ---------------- | --- |
| 3 января   | Керман, Иран                    | 94                  | 284              | Два взрыва прогремели на городском кладбище во время церемонии по случаю годовщины убийства Касема Сулеймани.                                                                  |
| 6 января   | Кабул, Афганистан               | 2                   | 20               | Автобус с пассажирами был подорван вечером в районе Дашти-Барчи, на западе Кабула, преимущественно заселенном шиитами народности хазара.                                       |
| 28 января  | Стамбул, Турция                 | 1                   | 1                | Двое в масках напали на католическую церковь Святой Марии в стамбульском районе Сарыер во время воскресной мессы. Они открыли стрельбу, а затем скрылись с места происшествия. |
| 30 января  | Сиби, Пакистан                  | 4                   | 5                | Во время митинга «Движения за справедливость», приуроченного к выборам, прогремел взрыв.                                                                                       |
| 7 февраля  | Пишин, Килла-Сайфулла, Пакистан | 30                  | 30+              | Два взрыва прогремели в штабах независимого кандидата и партии Джамиат Улема-и-Ислам.                                                                                          |
| 21 марта   | Кандагар, Афганистан            | 21+                 | 50+              | Террорист-смертник взорвал отделение банка New Kabul Bank. |
| 22 марта   | Москва, Россия                  | 145                 | 551              | Террористы открыли огонь по посетителям концертного зала, а также устроили его поджог.                                                                                         |
| 17 мая     | Бамиан, Афганистан              | 6                   | 8                | Несколько террористов обстреляли группу иностранных туристов на рынке. |
| 16 июня    | Ростов-на-Дону, Россия          | 0 (+5 террористов)  | 1 (+1 террорист) | Шестеро заключенных ростовского СИЗО-1 совершили побег и захватили в заложники двоих сотрудников СИЗО.                                                                         |
| 23 июня    | Дагестан, Россия                | 22 (+5 террористов) | 46               | Вооружённые боевики осуществили скоординированное нападение на православные церкви и синагоги, а также пост ДПС.                                                               |
| 23 августа | Суровикино, Россия              | 4 (+4 террориста)   | 12               | Четверо заключенных напали с ножами на сотрудников ИК-19, убив четверых из них и взяв в заложники остальных.                                                                   |
| 23 августа | Золинген                        | 3                   | 8                | Террорист напал с ножом на посетителей городского праздника. |

### 2025
| Дата       | Локация                     | Погибли            | Пострадали | Описание |
| ---------- | --------------------------- | ------------------ | ---------- | --- |
| 1 января   | Новый Орлеан, США           | 14 (+1 террорист)  | 35         | Во время празднования Нового года мужчина за рулем пикапа въехал в толпу, после чего открыл огонь по людям. Напавший застрелен полицией. В грузовике был найден флаг ИГ. ФБР установило, что напавший был вдохновлён ИГ. |
| 11 февраля | Кундуз, Афганистан          | 17                 | 4          | Смертник совершил самоподрыв у входа в муниципальный банк, где в тот момент собралась большая очередь для получения зарплаты. Большая часть жертв взрыва оказалась боевиками движения «Талибан».                         |
| 15 февраля | Филлах, Австрия             | 1                  | 5          | 23-летний сириец, находившийся под влиянием ИГ, напал с ножом на прохожих. |
| 28 февраля | Акора, Пакистан             | 7 (+1 террорист)   | 20         | Террорист-смертник совершил взрыв в семинарии во время пятничной молитвы. |
| 5 марта    | Дагестан, Махачкала, Россия | 3 (+4 террористов) | 1          | Боевики планировали напасть на Советское РОВД, во время погони обстреляли машину сотрудников правоохранительных органов и были уничтожены.                                                                               |
| 5 мая      | Дагестан, Махачкала, Россия | 4 (+2 террористов) | 7          | Боевики с ножами напали на сотрудников ППС после забрали их оружие и машину, когда их догнали завязалась перестрелка в результате которой они умерли успев убить 4 сотрудников.                                          |